# 静岡県立天竜特別支援学校
静岡県立天竜特別支援学校（しずおかけんりつ てんりゅうとくべつしえんがっこう）は、静岡県浜松市天竜区渡ケ島にある県立病弱特別支援学校。

## 所在地
- 〒431-3423 静岡県浜松市天竜区渡ケ島201‐2

## 設置学部
- 小学部
- 中学部
- 高等部
- 訪問教育部（天竜病院、聖隷三方原病院）

## 歴史
- 1960年（昭和35年）6月30日 ‐ 静岡県立養護学校天竜分校として設立
- 1964年（昭和39年）4月1日 ‐ 静岡県立天竜養護学校として独立
- 2008年（平成20年）4月1日 ‐ 学校名を「静岡県立天竜特別支援学校」に変更